# Oscar Johanson (konstnär)
Oscar Johanson, född i Hasslö, Blekinge, är en svensk målare. 
Johanson studerade konst för Jean Ullberg och bedrev därefter specialstudier i materialkunskap, pigment, bindemedel och preparering. Han har medverkat i utställningar i Göteborg, Hasslö, Karlshamn, Karlskrona, Kungsbacka, Linköping och Västervik. Johanson är representerad vid Blekinge läns landsting och Karlskrona kommun.  